# 타인 (희곡)
타인(프랑스어: L'Autre)은 2004년에 플로리앙 젤레르가 지은 희곡이다. 그의 첫 희곡 작품이자 첫 흥행작이다. 연인 또는 부부 사이의 미묘한 관계성을 현실과 환상 경계를 허무는 독특한 극작 스타일로 제시해 문학성과 공연성을 겸비했다는 평가를 받는다.

## 개요
젤레르의 〈타인(L’Autre)〉에는 한 여자(그녀)와 두 남자(그, 타인)가 나온다. 작가는 이들에게 이름을 부여하지 않는다. 독자/관객은 거의 끝부분에서 ‘그’의 이름이 장(Jean)이라는 사실을 알게 될 뿐이다. 전반적으로 〈타인〉의 등장인물들은 정체성이 모호하다. 작가를 꿈꾸는 ‘그’와 직장인 ‘그녀’는 약혼한 사이로 5년째 함께 살고 있다. ‘타인’은 그의 절친이면서 그녀의 애인으로 나온다. 언뜻 보기에 통속적인 이야기를 다루는 것 같지만 ‘그’의 상상 속에서 ‘그녀’는 ‘그’의 어머니로 등장하기도 한다. 아울러 ‘타인’도 ‘그’의 또 다른 자아, 작가의 대변인 또는 수호천사 같은 모습으로 나온다. 이처럼 ‘타인’의 정체성은 작품이 진행될수록 더욱 모호해진다. ‘그’와 그녀’에게 ‘타인’은 누구일까? ‘그’와 ‘그녀’의 관점에서 ‘타인’을 조명해 본다면 작품을 좀 더 재미있게 음미할 수 있다.
2007년 샹젤리제 스튜디오(Studio des Champs-Elysées)에서 플로리앙 젤레르가 직접 연출한 〈타인〉을 보고 로랑 테르지에프(Laurent Terzieff)는 커플 문제를 날카롭게 분석한 스트린드베리(August Strindberg)가 연상되는 작품으로, 한 인간 안에 공존하는 세 측면이 그, 그녀, 타인으로 표출된 것 같다고 말했다. 이처럼 다양한 해석이 가능한 것은 작품 내적 요인도 있겠지만 무엇보다도 작가의 특성에서 비롯된다. 여러 인터뷰에서 반복해서 언급했듯, 플로리앙 젤레르는 뚜렷한 메시지를 주거나 지나치게 작품의 의미를 강조하는 방식을 지양하기 때문이다. 얽혀 있는 미로 속에서 헤매는 등장인물들, 〈타인〉은 익숙한 인물 구도로 우리 사회의 중요 문제를 시사하며 수수께끼처럼 여러 각도에서 이 문제들을 생각하게 한다. ‘타인은 누구인가’라는 질문에 저마다 다르게 정의 내릴 수 있는 것, 바로 여기에 싱그러운 20대 중반의 작품이라고 믿기지 않는 플로리앙 젤레르의 원숙함이 깃들어 있다.